# Tandröntgen
Tandröntgen används för att komplettera en vanlig undersökning av tänderna genom att patientens röntgas, vilket ger ytterligare information om tänderna. De röntgenbilder av tänderna som tas kan utgöra underlag för diagnostisering och användas vid planering av tandreglering m.m. Tandläkaren har möjlighet att antingen ta röntgenbilder av enskilda tänder eller utföra en panoramaröntgen, där alla tänder i såväl över- som underkäke visas på en enda röntgenbild.
En tandröntgen kan antingen utföras med hjälp av röntgenfilm som placeras i patientens mun, eller med hjälp av digital röntgen där man använder en sensor istället för röntgenfilmen. Röntgenstrålarnas penetrationsförmåga påverkas av vävnadens täthet. Tandvävnad och skelett dämpar röntgenstrålen mer effektivt, vilket gör att de syns bättre på röntgenbilden jämfört med ett område som har angripits av karies.

## Referenslista
1. 1 2  ”Tandröntgen - Strålsäkerhetsmyndigheten”. www.stralsakerhetsmyndigheten.se. Arkiverad från originalet den 26 mars 2017. https://web.archive.org/web/20170326051742/http://www.stralsakerhetsmyndigheten.se/start/Vard/Tandrontgen/. Läst 25 mars 2017.